# Devanhalli
Devanhalli (en canarés: ದೇವನಹಳ್ಳಿ ) es una ciudad de la India en el distrito de Bangalore rural, estado de Karnataka.

## Geografía
Se encuentra a una altitud de 903 m s. n. m. a 40 km de la capital estatal, Bangalore, en la zona horaria UTC +5:30.

## Demografía
Según estimación 2011 contaba con una población de 28 365 habitantes.